# Zo
Zo va ser un chatbot d'intel·ligència artificial en anglès desenvolupat per Microsoft. Va ser el successor del chatbot Tay. Zo era una versió en anglès dels altres chatbots d'èxit de Microsoft, Xiaoice (Xina) i ja (Rinna (bot)) (Japó).

## Història
Zo es va llançar per primera vegada el desembre de 2016 a l'aplicació Kik Messenger. També estava disponible per als usuaris de Facebook (a través de Messenger), la plataforma de xat grupal GroupMe, o per als seguidors de Twitter per xatejar-hi a través de missatges privats.
En un informe de BuzzFeed News, Zo va dir al seu periodista que "[l'Alcorà] era violent" quan parlava d'assistència sanitària. L'informe també va destacar com Zo va fer un comentari sobre la captura d'Ossama bin Laden com a resultat de la recollida d'"intel·ligència".

## Suspensió
Zo va deixar de publicar a Instagram, Twitter i Facebook l'1 de març de 2019 i va deixar de xatejar a Twitter DM, Skype i Kik a partir del 7 de març de 2019. El 19 de juliol de 2019, Zo es va suspendre a Facebook i Samsung als telèfons AT&T. A partir del 7 de setembre de 2019, es va suspendre amb GroupMe.

## Recepció
Zo va ser criticat pels biaixos introduïts en un esforç per evitar temes potencialment ofensius. El chatbot es nega, per exemple, a participar amb qualsevol menció, ja sigui positiva, negativa o neutral, de l'Orient Mitjà, l'Alcorà o la Torà, alhora que permet la discussió del cristianisme. En un article a Quartz on va exposar aquests biaixos, Chloe Rose Stuart-Ulin va escriure: "Zo és políticament correcte fins al pitjor extrem possible; esmenta qualsevol dels seus desencadenants i es transforma en un mocoso crític".